# Збаражский, Стефан Андреевич
Князь Стефан Андреевич Збаражский (ок. 1518 — 1585) — крупный западнорусский магнат, дворянин королевский (1543), воевода Витебский (1555—1563), воевода Подляшский (1563-1564), каштелян Трокский (1564—1566), воевода Трокский (1566—1585), второй сын князя Андрея Семёновича Збаражского и Анны Гербурт, правнук князя Василия Васильевича Збаражского.

## Биография
Представитель русско-литовского княжеского рода Збаражских. Был державцей Могилева, жосленским (1574), дедичем сомилишским, рудницким и дорунишским. Стал князем Збаражским после 1528 года.

В 1556 году был послом в Москве, где заключил перемирие сроком на 6 лет. Летописец Русский (Московская летопись) свидетельствует:
"О послах из Литвы. Того же году, января, пришли послы из Литвы ко царю и великому князю от Жигимонта Августа короля, пан князь Спепан Зборижский, Витебский воевода, да пан Ян Шмикович, маршалок и писарь, да писарь Венцлав Миколаев о вечном миру и о доброй смолке. И то ся не стало и зделали перемирие на шесть лет, а в та лета государем ссылатися о вечном миру иными послы. И царь и великий князь их отпустил, а своих послов сказал к королю боярина Ивана Михаиловича Воронцова, да казначея Федора Ивановича Сукина, да дьяка Бориса Щекина. А с Москвы пошли послы литовские февраля в 10 день".
В Виленском привилее от 8 июня 1563 года короля Сигизмунда Августа, которым вносились поправки и дополнения в первую редакцию Статута Великого княжества Литовского (1529), также стоит подпись князя Стефана Андреевича Збаражского, воеводы Подляшского, старосты Менского, державцы Лысаковского, Межирецкого и Винского. 
В Бельском привилее 1564 года его титул звучит следующим образом: воевода Подляшский, староста Менский, державца Литовский и Межирецкий. Кроме того, в Бельском привилее упоминается князь Миколай Андреевич Збаражский, староста Кременецкий. 
20 сентября 1564 г. был издан королевский привилей князю Стефану Збаражскому на каштелянство Троцкое. 
18 марта 1566 г. был издан королевский привилей князю Стефану Збаражскому на воеводство Троцкое. 
При короле Стефане Батории принимал участие в Ливонской войне с Иоанном ІV Грозным и под Полоцком вместе с Остафием Воловичем командовал пехотой.
Стефан Андреевич Збаражский, один из немногих литовских магнатов, кто выступил за заключение Люблинской унии между Польским королевством и Великим княжеством Литовским. Входил в состав делегации литовских магнатов, которая в знак протеста покинула Люблин ночью 22 февраля 1569 года, однако сам князь остался. Уже 22 мая его сын князь Пётр Збаражский принёс присягу польской короне, а 26 мая и сам Стефан Збаражский присягнул на верность Польше.
Во времена безвластия в 1574 передал Брестскому воеводству местечко Межиречье Подлясское, которое принадлежало Короне Польской. 
В 1575 году Стефан Збаражский поддерживал избрание на польский престол австрийского эрцгерцога Максимилиана ІІ Габсбурга. 

## Феодальные владения
Около 1560 построил замок и основал город Сураж. Благодаря браку с Анной Яновной Заберезинской получил имения Ботьки, Дубно, Кнориды, Межиречье, часть Забрезья, Волму, Бакшты и др. От второй жены, княгини Анастасии Михайловны Заславской, ему достались имения Тетерин, Пацково, Кобыльник.
От короля и великого князя получил имения Красное Село, Гегужин, Жеймы. Владел частью Збаража на Украине.
«Попис войска литовского 1567 года» зафиксировал следующие владения князя Стефана Збаражского:
«Воевода Троцкий. Месеца октебря 16 дня. Князь Стефан Збаражский, воевода Троцкий, ставил почту з ымений своих — з Межиреча в повете Берестейской коней тридцать деветь; з Ожговец и Белозерек в повете Кремяницком коней двадцать чотыры; з Забрезья, з Груздова, з Олян, с Кобыльник, з Жирович, з Нарочи, з Узлы, з Рабыни, з Нивок в повете Ошменском коней з них тридцать семь; а з ыменья в повете Менском — з Ыли, з Селищ, з Молодечна, з Месоты, з Нового Двора, з Волмы, з Бакшт, з Лютина, с тых имений, в повете Менском лежачих, коней двадцать и шесть; с Тетерына в повете Оршанском коней десеть; а з ымений в повете Виленском — з Судерви, з Овесник, з Мушик три кони; а з ыменья Кгекгужина, з Жейм, з Пашкутишок, в повете Троцком коней осм; а з ыменья Южинт в повете Вилкомирском коней три; а з ыменья Жеймел[ь] у повете Упицком коней осмънадцать; а з ыменья Бабич в повете Мозырском коней пять. Всих имений вышей описанных тридцать. Зо всих тых именей, яко есть вышей описано, ставил всего почту коней сто семдесят три. Его ж милость при том почте ставим всих драбов осмъдесят чотыри з ручницами, з рогатинами».

## Творчество
Является одним из авторов "Дневника литовских послов" (1556).

## Религиозные взгляды
Стефан Збаражский родился православным. В последующем князь Стефан принял кальвинизм. Был одним из главных протестантов Великого княжества Литовского. Содействуя расширению кальвинизма в своих владениях, князь одновременно выделял средства на строительство и восстановление православных храмов. Историк Ф. Покровский в книге «Археологическая карта Виленской губернии» (Вильна, 1893) упомянул следующий факт: "м. Кобыльники... В церковном архиве хранится подлинная фундушевая запись 1551г., данная кн. Збаражским". В 1585 году, перед смертью, воевода Трокский Стефан Збаражский принял католичество.

## Семья
Стефан Збаражский был трижды женат. Его первой женой (с 1547 г.) была Анна Яновна Заберезинская герба Лелива (ум.около 1556 г.), дочь воеводы трокского Яна Яновича Заберезинского (ок. 1480-1538). Вторично женился в 1559 году на княжне Анастасии Михайловне Мстиславской и Заславской (ум. 1580), дочери князя Михаила Ивановича Мстиславского и Заславского. В третий раз в 1583 (?1581) году женился на Дороте Фирлей (ум. 1591), дочери каштеляна люблинского Анджея Фирлея (ок. 1537-1585). 
Дети: Пётр Збаражский (от первой жены) (ум. 1569) и Барбара Збаражская (ум. 1602) (от третей жены), жена графа Габриэля Тенчинского.